# 翅柄毛鳞蕨
翅柄毛鳞蕨（学名：Tricholepidium pteropodum）为水龙骨科毛鳞蕨属下的一个种。

## 扩展阅读
- 維基物種上的相關：翅柄毛鳞蕨